# Međunarodna vlast za morsko dno
Međunarodna vlast za morsko dno ustanovljena je Konvencijom o pravu mora iz 1982., a sve su države stranke Konvencije su ipso facto članice Vlasti. Vlast je organizacija preko koje države stranke organiziraju i nadziru djelatnosti u Zoni, zajedničkoj baštini čovječanstva, posebno radi upravljanja bogatstvima Zone.
Glavna tijela Vlasti su Skupština, Vijeće i Tajništvo.

## Poveznice
- Konvencija Ujedinjenih naroda o pravu mora
- Pravo mora